# Tiếng Scotland
Tiếng Scots hay tiếng Lallan (tiếng Gael Scotland: Albais/Beurla Ghallda) là một ngôn ngữ German được nói tại vùng Đất thấp Scotland và một phần của Ulster (nơi có một phương ngữ gọi là Scots Ulster). Nó đôi khi được gọi là tiếng Scots Đất thấp để phân biệt với tiếng Gael Scotland, một ngôn ngữ Celt từng hiện diện trên đa phần vùng Cao nguyên, nhóm đảo Hebrides và Galloway. Tiếng Scots phát triển từ tiếng Anh trung đại.
Vì không có sự thống nhất chung để phân biệt phương ngữ và ngôn ngữ, những học giả thường bất đồng ý kiến về tình trạng và mối quan hệ giữa tiếng Scots và tiếng Anh. Có thể xem tiếng Scots nằm ở một đầu một dãy phương ngữ, với tiếng Anh Scotland chuẩn đầu kia. Tiếng Scots nhiều khi được xem là một dạng cổ của tiếng Anh, nhưng nó đồng thời lại phương ngữ riêng. Ngược lại, tiếng Scots cũng thường được xem như một ngôn ngữ riêng biệt, tương tự như việc tiếng Na Uy rất giống, nhưng vẫn tách biệt, với tiếng Đan Mạch.

### Từ điển và thông tin ngôn ngữ
- The Dictionary of the Scots Language
- Scottish Language Dictionaries Ltd.
- Dialect Map
- SAMPA for Scots Lưu trữ ngày 11 tháng 8 năm 2003 tại Wayback Machine
- Scottish words – illustrated
- Abstract: Vowel height harmony and blocking in Buchan Scots, Mary Paster, University of California, Phonology Vol. 21, Issue 3
- Scots Language Recordings

### Bộ sưu tập các văn bản
- ScotsteXt – books, poems and texts in Scots
- Scots Threap
- Scottish Corpus of Texts & Speech – Multimedia corpus of Scots and Scottish English
- BBC Voices, Scots section – The BBC Voices Project is a major though informal look at UK language and speech
- Scots Syntax Atlas